# Augusto Bergamino
Augusto Bergamino (Sampierdarena, provincia de Génova, Italia, 12 de julio de 1898 - Venecia, provincia de Venecia, Italia, 29 de enero de 1976) fue un futbolista Italiano. Se desempeñaba en la posición de delantero.

## Selección nacional
Fue internacional con la Selección de fútbol de Italia en 5 ocasiones. Debutó el 18 de enero de 1920, en un encuentro amistoso ante la selección de Francia que finalizó con marcador de 9-4 a favor de los italianos.

## Clubes
| Club           | País   | Año         |
| -------------- | ------ | ----------- |
| Genoa C. F. C. | Italia | 1915 - 1926 |

## Palmarés

### Campeonatos nacionales
| Título              | Club           | País   | Año     |
| ------------------- | -------------- | ------ | ------- |
| Campeonato Italiano | Genoa C. F. C. | Italia | 1914-15 |
| Campeonato Italiano | Genoa C. F. C. | Italia | 1922-23 |
| Campeonato Italiano | Genoa C. F. C. | Italia | 1923-24 |